# Стадион Мане Гаринча
Стадион Мане Гаринча је стадион у граду Бразилија у Бразилу. Отворен је 10. мартa 1974. Стадион је имао капацитет од 42.200 гледалаца. Стадион је проширен на планиран капацитет од 70.000 гледалаца за потребе Светског фудбалског првенства 2014. које се одржава у Бразилу.